# Миколаївський національний аграрний університет
Микола́ївський націона́льний агра́рний університе́т — заклад вищої освіти IV рівня акредитації в місті Миколаєві. Сьогодні Миколаївський національний аграрний університет є провідним навчально-науковим закладом вищої освіти півдня України.

## Історія
Утворення університету розпочалося у 1984 році, коли в м. Миколаєві було організовано філію Одеського сільськогосподарського інституту, у зв'язку з великою потребою в фахівцях сільськогосподарського виробництва вищої кваліфікації: агрономах, зооінженерах, інженерах, економістах. У 1991 році контингент студентів становив 2232 особи, а навчальний процес забезпечували 126 викладачів (сьогодні понад 8000 студентів та 427 викладачів). Тому постало питання про перетворення філії інституту в самостійний вищий навчальний заклад і статус інституту було отримано. У 1997 році за рішенням Державної акредитаційної комісії України інституту надано найвищий IV рівень акредитації, а в 1999 році — статус академії.
Постановою Кабінету Міністрів України від 19 серпня 2002 року № 1208 на базі академії утворено Миколаївський державний аграрний університет.
Указ Президента України № 555 від 21 вересня 2012 року: «Ураховуючи загальнодержавне і міжнародне визнання результатів діяльності Миколаївського державного аграрного університету в галузі підготовки кадрів та його вагомий внесок у розвиток агропромислового комплексу постановляю: Надати Миколаївському державному аграрному університету статус національного і надалі іменувати його — Миколаївський національний аграрний університет.»

## Інститути
- Навчально-науковий інститут економіки та управління [Архівовано 13 березня 2022 у Wayback Machine.]
- Науково-дослідний інститут нових агропромислових об'єктів та навчально-інформаційних технологій [Архівовано 13 березня 2022 у Wayback Machine.]
- Науково-дослідний інститут сучасних технологій в АПК [Архівовано 13 березня 2022 у Wayback Machine.]
- Науковий інститут інноваційних технологій [Архівовано 13 березня 2022 у Wayback Machine.]
- Інститут післядипломної освіти [Архівовано 13 березня 2022 у Wayback Machine.]

Інститути МНАУ [Архівовано 22 вересня 2020 у Wayback Machine.]

## Факультети / Кафедри
Обліково-фінансовий факультет [Архівовано 24 вересня 2020 у Wayback Machine.]
- кафедра обліку і оподаткування
- кафедра фінансів, банківської справи та страхування
- кафедра економічної теорії і суспільних наук
- кафедра українознавства
- кафедра інформаційних систем і технологій

Факультет менеджменту [Архівовано 24 вересня 2020 у Wayback Machine.]
- кафедра публічного управління та адміністрування і міжнародної економіки
- кафедра економіки підприємств
- кафедра менеджменту та маркетингу
- кафедра готельно-ресторанної справи та організації бізнесу
- кафедра економічної кібернетики і математичного моделювання

Інженерно-енергетичний факультет [Архівовано 10 серпня 2020 у Wayback Machine.]
- кафедра тракторів та сільськогосподарських машин, експлуатації і технічного сервісу
- кафедра агроінженерії
- кафедра вищої та прикладної математики
- кафедра загальнотехнічних дисциплін
- кафедра методики професійного навчання
- кафедра електроенергетики, електротехніки та електромеханіки

Факультет агротехнологій [Архівовано 24 вересня 2020 у Wayback Machine.]
- кафедра рослинництва та садово-паркового господарства
- кафедра землеробства, геодезії та землеустрою
- кафедра виноградарства та плодоовочівництва
- кафедра ґрунтознавства та агрохімії

Факультет технології виробництва і переробки продукції тваринництва, стандартизації та біотехнології [Архівовано 24 вересня 2020 у Wayback Machine.]
- кафедра технології виробництва продукції тваринництва
- кафедра птахівництва, якості та безпечності продукції
- кафедра генетики, годівлі тварин та біотехнології
- кафедра зоогігієни та ветеринарії
- кафедра технології переробки, стандартизації і сертифікації продукції тваринництва

Факультет культури і виховання [Архівовано 5 грудня 2020 у Wayback Machine.]
- кафедра іноземних мов
- кафедра фізичного виховання

Факультет перепідготовки і підвищення кваліфікації [Архівовано 27 січня 2021 у Wayback Machine.]
Факультет довузівської підготовки [Архівовано 6 серпня 2020 у Wayback Machine.]

## Спеціальності
| Код | Найменування                                              | Ліцензований обсяг (всього) |
| --- | --------------------------------------------------------- | --------------------------- |
| 071 | Облік і оподаткування                                     | 50                          |
| 073 | Менеджмент                                                | 50                          |
| 081 | Право                                                     | 40                          |
| 122 | Комп'ютерні науки                                         | 50                          |
| 162 | Біотехнології та біоінженерія                             | 50                          |
| 181 | Харчові технології                                        | 50                          |
| 201 | Агрономія                                                 | 50                          |
| 204 | Технологія виробництва і переробки продукції тваринництва | 50                          |
| 208 | Агроінженерія                                             | 50                          |
| 212 | Ветеринарна гігієна, санітарія і експертиза               | 50                          |
| 242 | Туризм                                                    | 40                          |

Детальніше про напрями підготовки та спеціальності Миколаївського НАУ (молодший бакалавр) [Архівовано 21 вересня 2020 у Wayback Machine.]
| Код | Найменування                                                                             | Ліцензований обсяг (всього) |
| --- | ---------------------------------------------------------------------------------------- | --------------------------- |
| 015 | Професійна освіта (Технологія виробництва і переробка продуктів сільського господарства) | 100                         |
| 051 | Економіка                                                                                | 50                          |
| 071 | Облік і оподаткування                                                                    | 300                         |
| 072 | Фінанси, банківська справа та страхування                                                | 50                          |
| 073 | Менеджмент                                                                               | 220                         |
| 141 | Електроенергетика, електротехніка та електромеханіка                                     | 150                         |
| 152 | Метрологія та інформаційно-вимірювальна техніка                                          | 50                          |
| 162 | Біотехнології та біоінженерія                                                            | 50                          |
| 181 | Харчові технології                                                                       | 50                          |
| 193 | Геодезія та землеустрій                                                                  | 50                          |
| 201 | Агрономія                                                                                | 300                         |
| 204 | Технологія виробництва і переробки продукції тваринництва                                | 250                         |
| 208 | Агроінженерія                                                                            | 200                         |
| 241 | Готельно-ресторанна справа                                                               | 50                          |
| 281 | Публічне управління та адміністрування                                                   | 150                         |

Детальніше про напрями підготовки та спеціальності Миколаївського НАУ (бакалавр) [Архівовано 6 серпня 2020 у Wayback Machine.]
| Код | Найменування                                                                             | Ліцензований обсяг (всього) |
| --- | ---------------------------------------------------------------------------------------- | --------------------------- |
| 015 | Професійна освіта (Технологія виробництва і переробка продуктів сільського господарства) | 65                          |
| 071 | Облік і оподаткування                                                                    | 250                         |
| 072 | Фінанси, банківська справа та страхування                                                | 50                          |
| 073 | Менеджмент                                                                               | 170                         |
| 141 | Електроенергетика, електротехніка та електромеханіка                                     | 100                         |
| 152 | Метрологія та інформаційно-вимірювальна техніка                                          | 50                          |
| 162 | Біотехнології та біоінженерія                                                            | 50                          |
| 201 | Агрономія                                                                                | 215                         |
| 204 | Технологія виробництва і переробки продукції тваринництва                                | 210                         |
| 208 | Агроінженерія                                                                            | 150                         |
| 212 | Ветеринарна гігієна, санітарія і експертиза                                              | 50                          |
| 281 | Публічне управління та адміністрування                                                   | 105                         |

Детальніше про напрями підготовки та спеціальності Миколаївського НАУ (магістр) [Архівовано 21 вересня 2020 у Wayback Machine.]
Вартість навчання у 2019 році [Архівовано 21 вересня 2020 у Wayback Machine.]
Правила прийому до Миколаївського НАУ [Архівовано 21 вересня 2020 у Wayback Machine.]
Дні відкритих дверей у Миколаївському НАУ [Архівовано 21 вересня 2020 у Wayback Machine.]

## Коледжі
- Вознесенський фаховий коледж Миколаївського національного аграрного університету [Архівовано 12 лютого 2018 у Wayback Machine.]
- Мигійський фаховий коледж Миколаївського національного аграрного університету [Архівовано 11 лютого 2018 у Wayback Machine.]
- Новобузький фаховий коледж Миколаївського національного аграрного університету [Архівовано 12 лютого 2018 у Wayback Machine.]
- Технолого-економічний фаховий коледж Миколаївського національного аграрного університету [Архівовано 7 жовтня 2017 у Wayback Machine.]

## Ректорат
- Шебанін В'ячеслав Сергійович  — ректор
- Бабенко Дмитро Володимирович  — перший проректор
- Новіков Олександр Євгенович  — проректор з наукової роботи
- Шарата Наталя Григорівна  — проректор з науково-педагогічної та виховної роботи і підвищення кваліфікації
- Побережець Людмила Григорівна  — проректор з адміністративно-господарської роботи

## Список почесних докторів наук

### Факультет агротехнологій
1. Гамаюнова В. В.;
2. Чорний С. Г.;
3. Антипова Л. К.

### Інженерно-енергетичний факультет
1. Шебанін В. С.;
2. Гавриш В. І.

### Факультет ТВППТСБ
1. Підпала Т. В.

### Факультет менеджменту
1. Котикова О. І.

## Виноски
1. ↑  сертифікат РД-IV № 150329 Державна ліцензія Міністерства освіти і науки України серії АБ № 175082 на одержання вищої освіти